# Alice Zeniter
Alice Zeniter, née le 7 septembre 1986  à Clamart, dans les Hauts-de-Seine, est une romancière, traductrice, scénariste, dramaturge et metteuse en scène de théâtre française.
Entre autres prix, elle obtient le prix Goncourt des lycéens 2017 avec son quatrième roman L'Art de perdre.

## Biographie

### Vie privée
Alice Zeniter, née d'un père d'origine algérienne (kabyle) et d'une mère française,, a grandi à Champfleur, dans la Sarthe, jusqu’à ses 17 ans et a suivi une partie de son parcours scolaire à Alençon, dans l'Orne. Alice Zeniter vit depuis 2016 dans les Côtes d'Armor à Saint-Quay-Portrieux,.
De 2006 à 2011, elle est élève à l'École normale supérieure de la rue d'Ulm, où elle est notamment impliquée dans l'animation de la vie étudiante.
Elle a vécu quelques années en Hongrie.
En 2013, elle est chargée d'enseignement à l'université Sorbonne Nouvelle.
Fin juin 2018, Lauren Bastide lui consacre le 33e épisode de son podcast La Poudre, où l'auteure aborde des thèmes tels que le racisme, son rapport au corps féminin et à l'écriture.

### Parcours de romancière
Alice Zeniter a publié son premier roman, Deux moins un égal zéro, aux Éditions du Petit Véhicule en 2003, à l’âge de 16 ans.
Son deuxième roman, Jusque dans nos bras, publié en 2010 chez Albin Michel, est traduit en anglais sous le titre Take This Man.
L'Art de perdre, publié en 2017, est son roman le plus connu. Elle a reçu de nombreux prix littéraires, dont le Prix Goncourt des lycéens et le Prix littéraire du Monde. Le livre retrace le destin des générations successives d’une famille originaire de l’Algérie française dont l'aïeul a quitté l'Algérie en 1962 et qui est considéré comme un harki, donc un traître et un collaborateur, par les Algériens et comme un étranger par les Français.
En 2020, elle publie le roman Comme un empire dans un empire, qui aborde le thème de l'engagement politique autour de trois personnages incarnant trois formes d'engagement (un assistant parlementaire, une pirate informatique et un militant résidant dans une communauté autogérée). Pour préparer cet ouvrage, elle a notamment observé le travail de l'équipe parlementaire de François Ruffin. Le roman évoque plusieurs thèmes annexes, comme les répressions policières, l'histoire contemporaine du cyberactivisme, les transfuges de classe, avec des références indirectes à la guerre d'Espagne.
En 2021, elle devient titulaire de la Chaire d'écrivain en résidence de l'Institut d’études politiques de Paris,,, succédant à Louis-Philippe Dalembert.
En 2024, elle publie Frapper l'épopée, un roman sur la Nouvelle-Calédonie et les Kanaks (toujours chez Flamarion). À l'occasion de la sortie du livre, elle prend position contre le projet de réforme constitutionnelle du gouvernement français sur l'élargissement du corps électoral de Nouvelle-Calédonie,. Comme dans L'Art de Perdre, le roman met en scène une héroïne qui cherche à revenir sur les lieux de ses origines familiales.

### Théâtre et spectacle vivant
Alors qu'elle enseigne le français en Hongrie, où elle vit plusieurs années, elle devient assistante-stagiaire à la mise en scène dans la compagnie théâtrale Krétakör du metteur en scène Arpad Schilling. Puis elle collabore à plusieurs mises en scène de la compagnie théâtrale Pandora, et travaille en 2013 comme dramaturge pour la compagnie Kobal't.
En 2013, elle crée sa propre compagnie, L'Entente cordiale, et met en scène plusieurs spectacles, notamment des pièces jeune public et des lectures musicales de ses propres textes,.
En 2018, Zeniter créé avec l'actrice Chloé Chevalier une lecture intitulée Tessons de femmes dans laquelle, à travers un montage de textes divers, elles interrogent la place de la femme et la pensée féministe dans la littérature. Cette même année, pour le festival Concordan(s)e, elle crée, avec le danseur et chorégraphe Orin Camus, le spectacle Vous ne comprenez rien à la lune. Dans le cadre du festival Les Émancipées, elle crée une lecture musicale du Seigneur des porcheries de Tristan Egolf avec le musicien Nathan Gabily. La même année, elle reçoit le Grand Prix Béatrix de Toulouse-Lautrec de l'Académie des Jeux floraux.
Alice Zeniter rejoint la Comédie de Valence pour la saison 2020 en tant qu'artiste associée. À cette occasion, elle crée son premier seule en scène qu'elle publie par la suite, en 2021, sous la forme d'un petit essai intitulé Je suis une fille sans histoire. Elle y développe ses réflexions sur le pouvoir du récit et cherche à déconstruire le modèle du héros ainsi qu’à dévoiler la manière dont on façonne les grands récits depuis l’Antiquité, réflexions qu’elle prolonge en 2022 dans Toute une moitié du monde.
Julien Fisera lui passe commande de la pièce de théâtre L'Enfant que j'ai connu, créée en 2021 et présentée en 2022 au Théâtre de la Ville.

### Cinéma
Elle collabore à l'écriture du long métrage Fever, une adaptation du roman éponyme de Leslie Kaplan, réalisé par Raphaël Neal et sorti en 2015.
Elle réalise son premier long-métrage avec son ex-compagnon Benoît Volnais, cinéaste, Avant l'effondrement, qui sort en salles en avril 2023. Tourné en Bretagne, le film est une fiction centrée en particulier sur les questions à la fois politiques et existentielles engendrées par la crise écologique.

### Podcasts
En 2018, elle créé un podcast pour enfants intitulé Les villages du versant, diffusé par France Inter dans la série "Une Histoire et Oli",.
Elle est également invitée du podcast Bookmakers d'Arte Radio, qui donne lieu à une version imprimée en 2023.

## Œuvres

### Romans
- Deux moins un égal zéro, Nantes, France, Éditions du Petit Véhicule, coll. « Plaine Page », 2003, 112 p.  (ISBN 2-84273-361-4)
- Jusque dans nos bras, éditions Albin Michel, 2010, 190 p.  (ISBN 978-2-226-19593-7)[35],[36]

- Prix littéraire de la Porte Dorée 2010
- Prix littéraire Laurence Trân 2011
- Sombre dimanche, éditions Albin Michel, 2013, 288 p.  (ISBN 978-2-226-24517-5)

- Prix de la Closerie des Lilas 2013
- Prix du Livre Inter 2013
- Prix des lecteurs de l'Express 2013
- De qui aurais-je crainte ? (photos de Raphaël Neal), éditions Le Bec en l'Air, 2015, 128 p.[42]
- Juste avant l’Oubli, éditions Flammarion, 2015, 288 p.  (ISBN 978-2-08-133481-6)[43]

- Prix Renaudot des lycéens 2015
- Prix de Trouville 2016
- L'Art de perdre, éditions Flammarion, 2017, 512 p.  (ISBN 978-2-08-139553-4)

- Prix Goncourt des lycéens 2017
- Prix littéraire du Monde 2017
- Prix Landerneau des lecteurs 2017
- Prix des libraires de Nancy – Le Point 2017
- Prix Liste Goncourt : le choix espagnol, 2017
- Prix Liste Goncourt : le choix belge, 2017
- Prix Liste Goncourt : le choix polonais, Cracovie, 2017
- Prix Liste Goncourt : le choix de la Suisse 2017
- Finaliste Prix Goncourt 2017
- Comme un empire dans un empire, éditions Flammarion, 2020, 400 p.  (ISBN 978-2-08-151543-7)
- Frapper l’épopée, éditions Flammarion, 2024, 317p.  (ISBN 978-2-08-044059-4)

- Prix de la Page 111 2024

### Œuvres jeunesse
- Les villages du versant, podcast France Inter (série "Une histoire et Oli"), 2018
- Home Sweet Home, avec Antoine Philias, éditions L'école des loisirs, 2019, 299 p.

### Nouvelle
- Sur les Ewoks, parue dans le hors-série Télérama « Star Wars, tout un univers », 2015, p. 5

### Essais
- Je suis une fille sans histoire, Paris, L'Arche, 2021, 112 p. (ISBN 978-2-38198-014-0)
- Toute une moitié du monde, Flammarion, 2022, 240 p.  (ISBN 9782080259332)

### Traductions
- Chris Kraus, I love Dick, éditions Flammarion, 2016, 272 p.[56]
- Chris Kraus, Dans la fureur du monde, éditions Flammarion, 2019, 301 p.
- Martin Crimp, Des hommes endormis, éditions L'Arche, 2019[57]
- Les Intrépides, Frontière(s): sept pièces courtes, (sept pièces écrites par Céline Champinot, Odile Cornuz, Carole Martinez, Marie Nimier, Karoline Rose SUN, Aïko Solovkine, Alice Zeniter), Avant-scène théâtre, 2021 (ISBN 978-2-7498-1512-1)[58]

### Pièces de théâtre
- Spécimens humains avec monstres, 2011[59]
- Un Ours, of Course!, éditions Actes Sud, 2015[60]
- Hansel et Gretel, le début de la faim, éditions Actes Sud, 2018[61],[62]
- Quand viendra la vague, Paris, L'Arche, 2019, 80 p. (ISBN 9782851819642)
- Je suis une fille sans histoire, Paris, L'Arche, 2021, 112 p. (ISBN 978-2-38198-014-0)[63],[64]
- L'Enfant que j'ai connu, 2021[65]
- Édène, Montreuil, L'Arche, 2024, 128 p. (ISBN 9782381980737)

### Filmographie
Sauf indication contraire, les informations mentionnées dans cette section peuvent être confirmées par la base de données cinématographiques IMDb,  présente dans la section « Liens externes ».
Scénariste
- 2014 : Fever, film français de Raphaël Neal - coscénariste
- 2021 : H24, court métrage français de 5 min (épisode 2, 08h - 10 cm au dessus du sol) - coscénariste

Réalisatrice et scénariste
- 2023 : Avant l'effondrement, coscénariste et coréalisatrice, avec Benoît Volnais[66]

## Entretiens
- Bookmakers, avec Richard Gaitet sur Arte Radio[67]